# Genomika
A genomika vagy genomtan a genomot és a gének kölcsönhatásait vizsgáló multidiszciplináris tudomány. Az élőlények genomjában rejlő információkat elsősorban számítógépes biológia alkalmazásával dolgozza fel, és érvényesül a biológia, orvostudomány és az ipar egyre több területén. 
A genomika új diagnosztizálási és gyógyítási módszereket kínálhat egyes betegségek kezelésében illetve megelőzésében.
Eszköztárát képezi a bioinformatika, génfunkció-vizsgálat, génexpressziós mérések és mindennemű molekuláris genetikai elemzés, különös tekintettel a genetikai hálózatokra.

## Történeti megjegyzések
A genomika az 1980-as években jelent meg, majd az 1990-es évektől számos faj genom projektjével párhuzamosan rohamos fejlődésnek indult.
Az első teljességében megszekvenált genom a Φ-X174 bakteriofágé volt (5368 bp) 1980-ban, az első szabadon élő élőlényé pedig a Haemophilus influenzae genomja volt (1,8 Mb) 1995-ben. Azóta nagy ütemben szekvenálnak genomokat, így a Humán Genom Projekt által mára már a teljes emberi genom is feltérképezett és adatbázisokból szabadon letölthető.

## Összehasonlító genomika
Az összehasonlító (vagy komparatív) genomika számos meglepő, elsősorban evolúcióbiológiai felfedezéshez vezet. Ha egy bizonyos DNS szekvencia vagy mintázat egy klád számos tagjában fellelhető, konzerválódott szekvenciáról beszélünk. Egy ilyen szekvencia (motívum) evolúciós konzerváltsága arra utalhat, hogy az szelekciós előnyhöz juttatja az élőlényt, mely rendelkezik vele. Kifejeződhet akár fehérjetermékben, vagy lehet szabályozó régió. Némely ilyen szekvenciák vizsgálatából az derül ki, hogy ezek kis RNS molekulákba íródnak át, melyek szerepe nem teljesen nyilvánvaló.
Hasonló szekvenciák azonosítása (számos gént is beleértve) két távoli rokon élőlényben, de nem az adott kládok többi tagjában ahhoz a feltevéshez vezet, hogy ezekre az egyikük horizontális géntranszferrel tett szert. Ez a jelenség baktériumok körében fedezhető fel leginkább, ám úgy tűnik, archeák és (eu)baktériumok közt is előfordul. Eukarióta genomokban is jelen lehetnek prokarióta eredetű gének. Ezek javarészt mitokondriális, vagy színtestek felépítésében részt vevő fehérjéket kódolnak, az endoszimbiózis elméletét támasztva alá ezen sejtszervecskék eredetéről.

## Orvosi genomika
Paradigmaváltás az orvostudományban, amely magában foglalja az ember biológiájának megértését és a gyógyítást is. A gyógyításban elsőként a molekuláris diagnosztikában várható áttörés, mely a különféle betegségek kimutatását és  előrejelzését jelenti. A terápiában a személyre szabott gyógyászat (personalized medicine)  megteremtése  az elérendő cél. A személyre szabott gyógyászat egyrészt a hagyományos gyógyszerek egyénekre összeállított kombinációit jelenti (a molekuláris diagnosztikai  vizsgálatok alapján); másrészt, új, egyénspecifikus  gyógymódok  (pl. génterápia, tumorterápia, antitest-terápia, őssejtterápia) bevezetését foglalják magukba. A jövő orvostudományában a betegségek megelőzése nagyobb fontossággal bír majd. Az egyén genomjának ismerete alapján valószínűsíteni lehet a betegségeket, ami lehetővé teszi a megfelelő életmód kialakítását és a gyakori, célzott orvosi vizsgálatok végzését.